# Ulster Trophy 1947
Ulster Trophy 1947 je bila osemnajsta dirka za Veliko nagrado v sezoni Velikih nagrad 1947. Odvijala se je 9. avgusta 1947 v severnoirskem mestecu Ballyclare. 

## Rezultati

### Dirka
| Poz | Št | Dirkač           | Moštvo    | Dirkalnik   | Krogi | Čas/Odstop    |
| --- | -- | ---------------- | --------- | ----------- | ----- | ------------- |
| 1   | 3  | Bob Gerard       | Privatnik | ERA B       | 36    | 2:05:10.0     |
| 2   | 6  | Barry Woodall    | Privatnik | Delage 158L | 34    | +2 kroga      |
| 3   | 8  | George Abecassis | Privatnik | ERA A       | 21    | +15 krogov    |
| 4   | 4  | Cuth Harrison    | Privatnik | ERA B       | 18    | +18 krogov    |
| Ods | 14 | Gordon Watson    | Privatnik | Alta F2     | 14    | Vzmetenje     |
| Ods | 2  | Reg Parnell      | Privatnik | ERA E       | 11    | Zadnje vpetje |
| Ods | 1  | Princ Bira       | Privatnik | ERA B       | 5     | Obesa         |
| Ods | 12 | John Bolster     | Privatnik | ERA B       | 4     | Motor         |